# Soesterbergmetrobrug
De Soesterbergmetrobrug (brug 1625) is een bouwkundig kunstwerk in Amsterdam-Zuidoost.
Het bouwwerk bestaande uit een dubbelsporige metrobrug. Er kon hier volstaan worden met een dergelijke brug omdat de sporen direct naast elkaar gelegd konden worden (dat wil zeggen zonder rekening te hoeven houden met de aanwezigheid van een dichtbij gelegen tussenperron). Het bouwwerk komt uit de periode 1978-1982 en werd aangelegd voor Metrolijn 54, dan nog bekend als Geinlijn binnen de Oostlijn. Het ontwerp van kunstwerken binnen dat traject werden geleverd door Sier van Rhijn en Ben Spängberg van de Dienst der Publieke Werken. Zijn leverden ontwerpen af waarbij sprake was van een totaalconcept; het leverde hun de betonprijs op. Net als andere kunstwerken bestaan de balustrades uit schildachtige elementen. Bijzonder aan dit viaduct is, dat er sprake lijkt te zijn van artistieke elementen. Op pijlers en jukken zijn abstracte reliëfs terug te vinden.  
Het viaduct overspant van oost naar west een voetpad, een gracht, een fietspad en voetpad, die laatste twee zijn onderdeel van het kilometerslange Kelbergenpad. De brug ligt qua spoor tussen de Ravenswaaimetrobrug en Vreeswijkmetrobrug.
De naam van het viaduct kwam pas veel later. Vanaf 2016 is de gemeente Amsterdam bezig kunstwerken een naam te geven om opgenomen te worden in de Basisregistratie Adressen en Gebouwen, zodat ze eenvoudiger terug te vinden zijn; een brugnummer is daarvoor niet voldoende. Op 21 november 2017 besloot de gemeenteraad de meeste kunstwerken in de metrolijnen te vernoemen, meestal naar de onderliggende weg. Naamgever van brug 1625 werd het nabijgelegen Soesterberghof, dat 8 oktober 1980 haar naam kreeg en vernoemd is naar Soesterberg.  

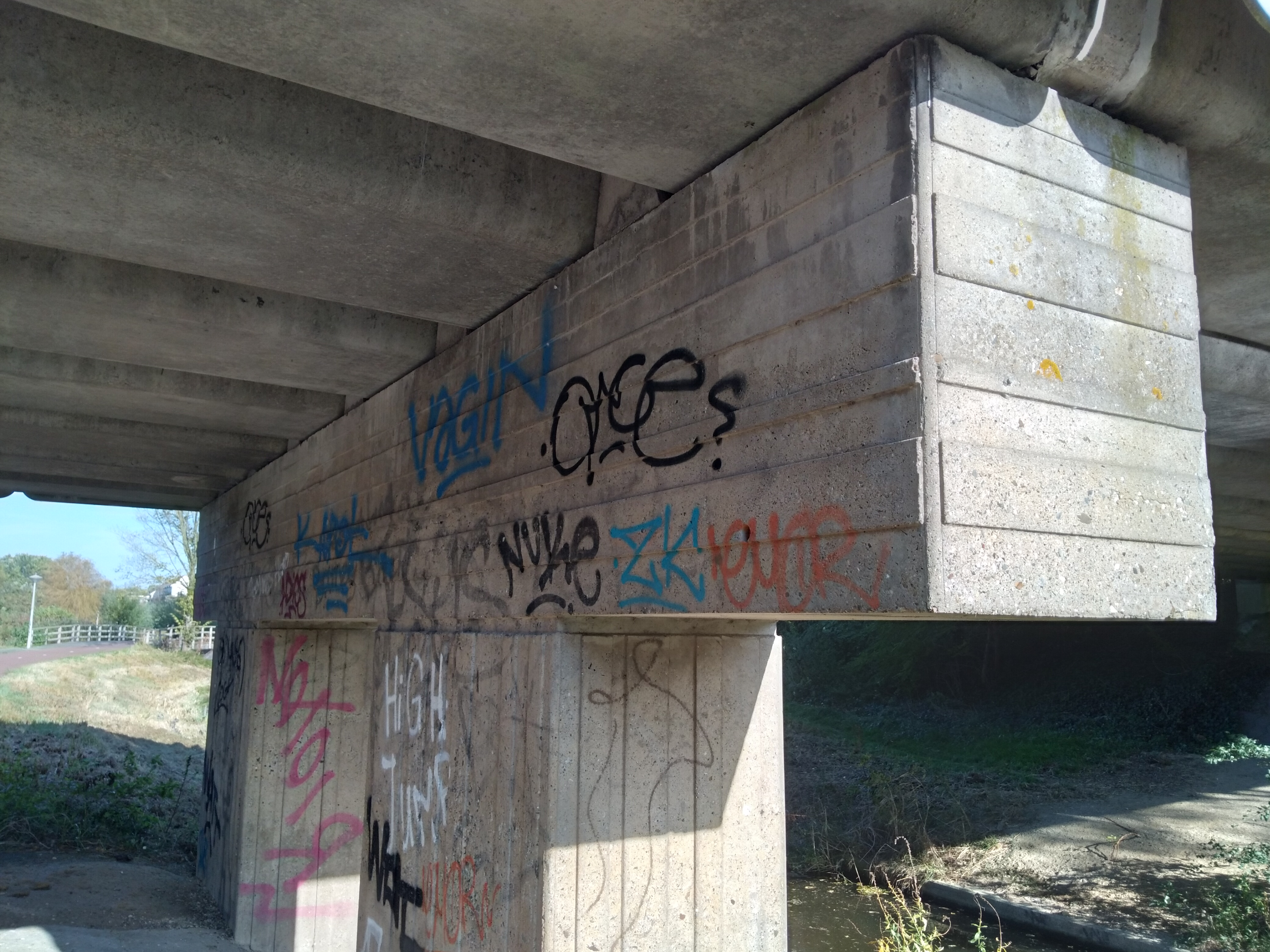
Reliëfs op pijler en juk (oktober 2021)

<<< · 1601 · 1602 · 1603 · 1604 · 1605 · 1606 · 1607 · 1608 · 1609 · 1610 · 1611 · 1612 · 1613 · 1614 · 1615 · 1616 · 1617 · 1618 · 1619 · 1620 · 1621 · 1622 · 1623 · 1624 · 1625 · 1626 · 1627 · 1629 · 1630 · 1633 · 1634 · 1635 · 1636 · 1637 · 1638 · 1639 ·  1640 · 1641 · 1642 · 1643 · 1644 ·  1645 · 1646 · 1647 · 1648 · 1649 · 1650 · 1651 · 1652 · 1653 · 1654 · 1655 · 1656 · 1657 · 1658 · 1659 · 1660 · 1661 · 1662 · 1663 · 1664 · 1695 · 1696 · 1697 · >>>
Brugnummers  1600, 1628, 1632, 1665-1694, 1698, 1699 zijn niet vergeven. Brug 1631 is in 2019 gesloopt.